# Jorge Federico Martens

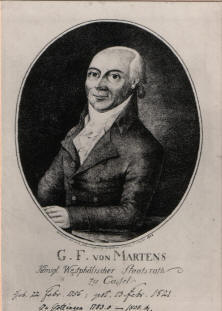
J.F. Martens

Jorge Federico Martens (en alemán:Georg Friedrich von Martens) (Hamburgo, 22 de febrero de 1756 - Fráncfort del Meno, 21 de febrero de 1821 fue un jurista y diplomático alemán.

## Biografía
Estudió en las universidades de Gotinga, Ratisbona y Viena, fue después profesor de jurisprudencia en Gotinga en 1783. Se le ennobleció en 1789.
Fue nombrado Consejero de Estado del Elector de Hanóver en 1808, y en 1810 fue presidente de la sección financiera del Consejo de Estado del Reino de Westfalia. En 1814 su cargo fue de consejero del gabinete privado (Geheimer Kabinettsrat) del rey Jorge III de Hanóver, y en 1816 representaba al rey en la dieta de Fráncfor del Meno, en la nueva Confederación  Germánica.

## Obras
- Mr de Martens (1791).  Chez Jean Chretien Dieterich, ed. Recueil des principaux traités d'alliance, de paix, de trêve, de neutralité, de commerce, de limites, d'échange, & (en francés). Gottingue. p. 733.